# Escuque (municipalité)
Pour les articles homonymes, voir Escuque.
Escuque est l'une des vingt municipalités de l'État de Trujillo au Venezuela. Son chef-lieu est Escuque. En 2011, la population s'élève à 27 128 habitants.

## Géographie

### Subdivisions
La municipalité est divisée en quatre paroisses civiles :
- Escuque (Escuque) ;
- La Unión (El Alto) ;
- Sabana Libre (Sabana Libre) ;
- Santa Rita (La Mata).